# 悲しみの天使 (曲)
『悲しみの天使』（かなしみのてんし）は、日本のロックバンド、PERSONZの11枚目のシングルである。

## タイアップ
テレビ東京系『ダイヤモンドサッカー』エンディング・テーマ（悲しみの天使）

## 収録曲
1. 悲しみの天使
（作詞：JILL / 作曲：渡邉貢）
2. 夢の咲く花
（作詞：JILL / 作曲：藤田勉）

## 品番
CDS: TODT-3243